# David J. Cole-Hamilton
David J. Cole-Hamilton (* 22. Mai 1948) ist ein englischer Chemiker.

## Leben
Cole-Hamilton studierte Chemie an der University of Edinburgh, wo er 1971 seinen Bachelor erwarb und 1975 promoviert wurde. Anschließend ging er als Post-Doktorand an das Imperial College bei Sir Geoffrey Wilkinson. Seine akademische Karriere begann er an der University of Liverpool, wo er von 1978 bis 1983 als Lecturer arbeitete. Im Jahr 1985 nahm er einen Ruf an die University of St. Andrews an, wo er als Irvine Professor of Chemistry arbeitet. 2015 wurde er emeritiert. 
Sein Forschungsschwerpunkt liegt auf dem Gebiet der homogenen Katalyse und Organometall-Katalyse. Er entwickelte selektive Carbonylierungsreaktionen und Multiphasenreaktionen (unter anderem Zweiphasenreaktionen mit einer flüssigen Phase) und Reaktionen unter Einsatz neuartiger Lösungsmittel (superkritische Flüssigkeiten, ionische Flüssigkeiten). Er hält mehrere Patente und legt Wert auf industrielle Anwendungen und Nachhaltigkeit (Rückgewinnung der Katalysatoren).

## Auszeichnungen
Cole-Hamilton ist Fellow of the Royal Society of Edinburgh und Fellow of the Royal Society of Chemistry. Er gewann verschiedene Preise, so 1983 die Corday-Morgan-Medaille der Royal Society of Chemistry sowie den Industrial Award for Organometallic Chemistry der Royal Society of Chemistry. Für 2017 wurde ihm der Alwin-Mittasch-Preis zugesprochen.